# Konzerviranje restauriranje predmeta od perja
Konzerviranje restauriranje predmeta od perja pravi je izazov za konzervatore restauratore i zahtjeva znanja o posebnim mjerama zbrinjavanja kao i rješavanje problema sa štetnicima.

## Anatomija

### Pregled
Perje je građeno od keratina. Funkcija perja je da štiti.
Sastoji se od 91% bjelančevina, 8% vode, i 1% lipida. Najčešće vrste pera.

## Konzervatorska briga

### Čišćenje
Uklanjanje nečistoća i organskog materijala ključni je postupak u procesu konzervacije predmeta od perja. Navest ćemo neke od postupaka koje koriste konzervatori:
- Usisač Korištenje malog usisača omogućuje uklanjanje prašine i drugih čestica.Ne koristi se kod izrazito lomljivih predmeta.[3]

- Otapala Blaga otapala poput izopropanola koriste se za suho čišćenje perja. Obično ga se koristi razrijeđenog s vodom. Kako spomenuti brzo suši nema mogućnosti da materijal ostane duže vrijeme mokar. Blage sapune i otapala koriste i zoolozi te veterinari kod rada na živim pticama.[3]

### Pohrana
Ispravno je skladištenje ključno za dugoročni opstanak predmeta. Relativnu vlagu treba držati na oko 50%, uz temperaturu do 21 stupanj Celzija .Za pohranu treba koristiti isključivo beskiselinske materijale. Predmete treba čuvati od prašine.

### Popravci
Kod prepariranih ptica perje se sređuje u par jednostavnih koraka. Zgužvano i raščupano se perje vrati u prvotni oblik pomoću pare.
 Kod ispalog i polomljenog perja koristimo adhezive.

## Posebni problemi

### Štetnici
Kako su pera građena od bjelančevina,sklona su napadu brojnih štetnika,koji pak mogu učiniti značajne štete na objektima.

#### Kod živih ptica
U ovom se slučaju štetnici unište raznim sprejevima,koji omogućuju da pticama ponovo izraste perje,te da opet budu zdrave.

#### Preparirani predmeti
Najčešće ovdje kao štetnike susrećemo šarenog kornjaša i moljce.

### Prašina
Ako se predmeti čuvaju u neprimjerenim uvjetima, na perju se lako nakuplja prašina, te tako raste i relativna vlaga oko objekta, što pak doprinosi ubrzanom propadanju predmeta od perja.

## Vanjske poveznice
- Considerations in the Conservation of Feathers and Hair, Particularly their Pigments/Jocelyn Hudon  Arhivirana inačica izvorne stranice od 29. listopada 2017. (Wayback Machine)
- The Aztec Feather Shield in Vienna: Problems of Conservation